# Scènes de la vie de la Vierge

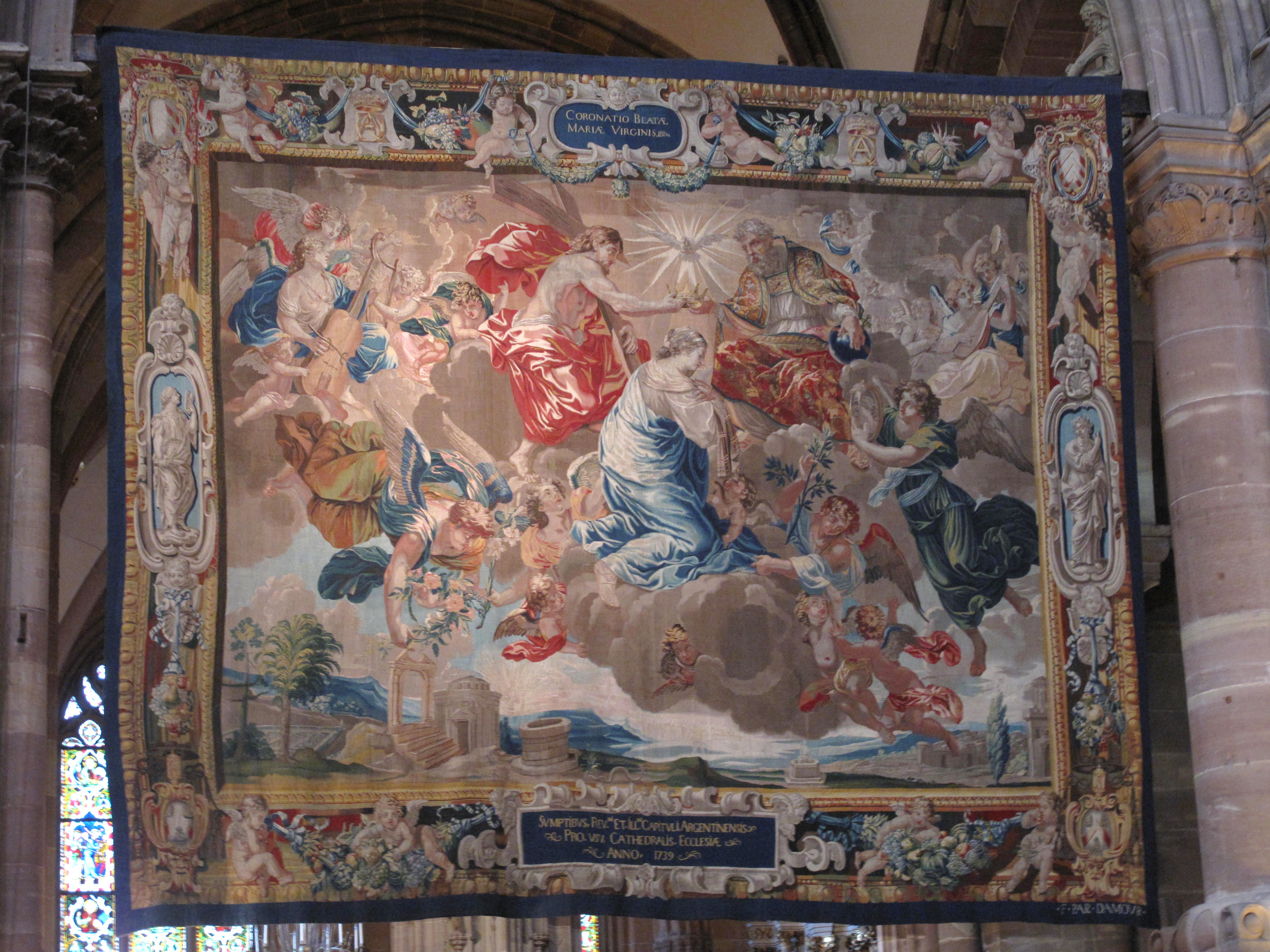
Tapisserie no 14 sur le couronnement.

Les Scènes de la vie de la Vierge sont une série de quatorze tapisseries suspendues dans la nef de la cathédrale Notre-Dame de Strasbourg, chacune présentant un épisode de la vie de la Vierge Marie.

## Histoire
Cette série de tapisserie a été réalisée dans le contexte du vœu de Louis XIII de consacrer le royaume de France à la Vierge Marie s'il lui naissait un héritier. Le roi avait en effet assorti à ce souhait la promesse de doter la cathédrale Notre-Dame de Paris d’un nouveau maître autel accompagné d’un retable, dont l’exécution sera confiée à Philippe de Champaigne. Ne voulant pas être en reste, le cardinal de Richelieu se propose d’offrir de son côté à la cathédrale quatre tapisseries complémentaires sur le thème de la Vie de la Vierge. La réalisation du carton des deux premières tentures est également confiée à Philippe de Champaigne, le tissage étant confié à un lissier parisien non identifié, qui les livre en novembre 1640, mais la mort de Richelieu en 1642 semble avoir interrompu le projet.
Une dizaine d’années plus tard, en 1649, l’abbé Le Masle, chargé de l’intendance du chœur de la cathédrale s’adresse au peintre Jacques Stella pour poursuivre le projet, mais celui ne livre qu’un seul carton, dont l’exécution est réalisée par les ateliers de Bruxelles-Brabant. Le Masle se rapproche alors de Charles Poerson, mais, au lieu de lui demander uniquement la dernière pièce manquant au programme initialement prévu, il lui commande onze cartons, que Poerson exécute entre 1652 et 1657. L’ensemble de ces pièces est tissé dans l’atelier du lissier parisien Pierre Damour, au rythme d’environ une tous les six mois.
Les tapisseries tombent cependant assez rapidement en désuétude : le chœur ayant été réaménagé et doté d’un nouveau décor peint, les tentures sont désormais inutiles et le chapitre cherche à s’en débarrasser à partir de 1720. Dans un premier temps, les tapisseries sont prêtées à différentes églises parisiennes, puis mises en vente en 1730. Le chapitre ne trouve toutefois pas d’acquéreur disposé à mettre la somme demandée et la situation s’éternise. Finalement, en 1739, l’évêque de Strasbourg, Armand de Rohan-Soubise parvient à remporter la vente, probablement en usant de ses relations, son offre dix mille livres étant bien inférieure à ce qui était demandé.
Les tapisseries sont classées au titre objets aux monuments historiques en 1978.
Les tapisseries ont été restaurées entre 1998 et 1999 par la Manufacture royale belge de tapisserie Gaspard de Wit.

## Les 14 tapisseries
Source  
Les Évangiles canoniques constituent la source de la partie centrale du cycle (tapisseries no 4 à 11). Celles qui précèdent ou qui suivent sont tirés d'Apocryphes bibliques.
Il est à noter que les tapisseries représentent plus les scènes heureuses (même si parfois mineures) de la vie de Marie. Des scènes majeures mais douloureuses, comme la descente de croix, ne figurent pas. Comme si ces scènes douloureuses, tellement prisées au Moyen Âge avaient rebuté le XVIIe siècle. 

Tapisserie no 1 : Naissance de la Vierge
La scène est tirée du chapitre V du proto-Évangile de Jacques. Elle a été conçue par Philippe de Champaigne et représente un intérieur bourgeois du XVIIe siècle, avec un lit à baldaquin où repose la mère.
Tapisserie no 2 : Présentation de Marie au Temple
Tirée des chapitres VII et VIII du proto-Évangile de Jacques, du chapitre V de l’Évangile du pseudo-Matthieu et de la Légende dorée.
Tapisserie no 3 : Mariage de Marie et de Joseph
Dans l'Évangile, Marie était simplement promise en mariage à Joseph. Mais dans la Légende dorée, plusieurs prétendants viennent munis d'une baguette. Seule celle de Joseph fleurit, ce qui le désigne pour épouser Marie.
C'est cet épisode qui est repris dans la tapisserie de Jacques Stella, où l'on voit un prétendant malheureux briser sa propre baguette de rage, tandis que Joseph et Marie échangent les anneaux devant le grand prêtre à la porte du Temple.
Tapisserie no 4 : L’Annonciation
C'est l'épisode des évangiles canoniques tels que celui de saint Luc avec l'annonce faite par l'ange Gabriel à la jeune fille qu'elle deviendrait la mère du Sauveur. L'ange désigne du doigt celui qui l’a envoyé, le Père penché vers la Terre, avec la colombe qui symbolise l'Esprit-Saint.
Tapisserie no 5 : La Visitation
C'est la scène de l'Évangile de saint Luc, où Marie, enceinte de Jésus rend visite à sa cousine Élisabeth elle-même enceinte de celui qui sera le prophète Jean-Baptiste.
Tapisserie no 6 : La Nativité
C'est la naissance de Jésus, mais représentée ici dans un décor grandiose de colonnes antiques et draperies luxueuses, bien éloigné de l'étable rustique décrite dans l'Évangile selon saint Luc.
Joseph, père adoptif, est en retrait par rapport aux anges penchés sur le berceau, représentant Dieu le Père. Sont présents l'âne et le bœuf, évoqués seulement par les évangiles apocryphes. Ainsi que les bergers des environs en adoration après l'annonce de la Bonne Nouvelle qui leur a été faite par un Ange, d'après l'Évangile selon saint Luc.
Tapisserie no 7 : L’Adoration des mages
La scène est tirée de l'Évangile selon Matthieu rapportant l'arrivée de mystérieux mages venus d'Orient guidés par une étoile. C'est dans des écrits ultérieurs que leur nombre sera fixé à trois, en référence à leurs trois offrandes (l’or, l’encens et la myrrhe) et leurs noms déterminés comme Gaspard, Melchior et Balthazar. Saint Joseph, présent sur la tapisserie, n'est pas évoqué dans l'Évangile.
Tapisserie no 8 : La Purification de la Vierge
Cet épisode rapporté par saint Luc s'intègre dans la tradition juive de purification des parents et surtout de la mère après une naissance. C'est un des préceptes du livre du Lévitique. Il se confond avec celui de la présentation de l'Enfant au Temple également exigé par la tradition juive.
Joseph porte une cage avec deux tourterelles dont le sacrifice permettra le rachat symbolique de l'Enfant auprès de Syméon qui le porte dans ses bras, tout en rendant grâce au Seigneur. À ses côtés se tient la prophétesse Anne.
Tapisserie no 9 : La Fuite en Égypte
D'après l'Évangile selon saint Matthieu, Joseph fut averti en songe, aussitôt après le départ des mages, de l’intention d’Hérode de massacrer tous les enfants nouveau-nés pour se débarrasser de celui qui menaçait son trône (Massacre des Innocents). Il emmena donc sa femme et son fils en Égypte.
C'est aussi une manière de faire partager à Jésus le sort du peuple juif, son exil en Égypte et son retour en Terre Promise.
La tapisserie ne représente pas la fuite elle-même, mais un épisode de repos, souvent repris par les artistes. La végétation est plutôt celle de nos contrées. Des anges présentent à l'Enfant des fruits rafraîchissants.
Tapisserie no 10 : Jésus au milieu des docteurs de la Loi
C'est un épisode tiré de l'Évangile selon saint Luc où Jésus âgé de douze ans (considéré à l'époque comme la majorité religieuse) avait préféré rester à discuter avec les docteurs de la Loi, plutôt que de rentrer chez ses parents à Nazareth. Au-delà de la compréhension du texte, Jésus montre sa conscience de ne pas être un étranger dans ce Temple qui est la maison de son Père.
Le décor est anachronique avec des colonnes de temple grec et le texte de la Loi dans des livres et non pas sous forme des rouleaux traditionnels.
Tapisserie no 11 : Les Noces de Cana
C'est la première manifestation des pouvoirs de Jésus. Dans un décor antique et luxueux (les pièces d'orfèvrerie), bien loin de l'environnement modeste et des jarres du texte, Jésus apparait comme un maitre déterminé alors que Marie adopte une posture d'humilité. Elle a dit aux serviteurs de faire ce que Jésus leur dirait.
Tapisserie no 12 : La Dormition
C'est un épisode absent des évangiles canoniques. La théologie mariale ultérieure présente deux thèses : la mort de la Vierge suivie de son assomption ou bien un passage direct de ce monde à la gloire du ciel sans connaître la corruption du tombeau. La tapisserie présente la première thèse avec le titre « Mors Beatae Mariae Virginis » : la mort de la Vierge Marie.
Les apôtres entourent Marie étendue sur son lit mortuaire. Avec les objets qui représenteront plus tard la Bonne Mort du chrétien : un livre de prière pour réciter les prières des agonisants et un bénitier pour asperger d’eau bénite. On reconnaît l’apôtre Jean à sa jeunesse et son absence de barbe.
Tapisserie no 13 : L’Assomption
On voit la Vierge s’élever dans le ciel accompagnée par les anges, entourée par les apôtres. Les uns la contemplent tandis que d’autres observent le tombeau devenu où est apparue une rose. Les anges accompagnent Marie dans son parcours vers le Père.
Tapisserie no 14 : Le Couronnement de la Vierge
C'est cet épisode de la Légende dorée qui termine la série. Le Moyen Âge a souvent donné à Marie le titre de « reine » : « Reine du Ciel » (Regina caeli) ou « Reine des cieux » (latin : Ave Regina caelorum).
La Vierge, à genoux, au centre, reçoit la couronne de la Trinité, avec le Père en adulte, le Fils en jeune homme et le Saint-Esprit sous forme de colombe rayonnante.
On retrouve sur la tapisserie des objets de la dévotion mariale : le miroir de justice, l’étoile du matin, la porte du ciel et la rose mystique.